# Heterodontosaurus
Heterodontosaurus a fost unul dintre primii ornitischieni (dinozauri cu bazin de pasăre), care a trăit pe teritoriul actual al Africii de Sud cu circa 195 de milioane de ani în urmă. Numele lui înseamnă „șopârlă cu dinți diferiți”, datorită faptului că spre deosebire de majoritatea reptilelor el avea dinții de mai multe forme.
Heterodontosaurus își folosea măselele pătrate pentru zdrobit și mestecat, în partea din față, cornoasă, a botului în formă de cioc avea dinți incisivi mai mici cu care reteza tulpinile plantelor; în plus, avea și o pereche de colți curbați.
Prima fosilă de Heterodontosaurus, găsită în 1971, a fost un craniu, cinci ani mai târziu a fost găsit un alt craniu, de data aceasta atașat de un schelet aproape întreg.
De atunci mai multe alte resturi fosile au mai ieșit la iveală, cel mai complet schelet a fost găsit în 2005.